# Wakadori Island
Die Wakadori Island (japanisch わかどり島 Wakadori-jima, deutsch ‚Jungvogelinsel‘) ist eine Insel vor der Prinz-Harald-Küste des ostantarktischen Königin-Maud-Lands. Sie ist die größte einer Gruppe dreier kleiner Inseln, die 0,8 km nordwestlich der Nakano-seto Strait liegen. Die beiden anderen Inseln der Gruppe sind Mendori Island und Hiyoko Island.
Luftaufnahmen und Vermessungen einer von 1957 bis 1962 durchgeführten japanischen Antarktisexpedition dienten ihrer Kartierung. Japanische Wissenschaftler nahmen 1972 die Benennung vor. Diese übertrug das Advisory Committee on Antarctic Names 1975 in einer Teilübersetzung ins Englische.